# 泉水空
泉水空，是臺灣桃園市龍潭區的一個傳統地域名稱，位於該區東部。相較於今日行政區，其範圍大致包括佳安里西北部凸出部分不含最西端、富林里東邊中段一小部分。

## 歷史
台灣清治末期至日治初期，泉水空地區為一街庄，稱為「泉水空庄」，隸屬於桃澗堡。該庄東北與蕃仔藔庄為鄰，東南與淮仔埔庄為鄰，西南邊為十一份庄，西北邊為三角林庄、九座藔庄。
1901年（日治明治三十四年）11月，全台設置二十廳，該庄隸屬於桃仔園廳。1903年（明治三十六年），改名桃園廳。1909年（明治四十二年）10月，合併二十廳為十二廳，該庄隸屬不變。1920年（大正九年），廢十二廳改設五州二廳，該庄改制為「泉水空」大字，隸屬於新竹州大溪郡龍潭庄。
戰後龍潭庄改制為龍潭鄉，隸屬於新竹縣，大字亦改制為村。1950年桃、竹、苗分治，龍潭鄉改隸屬於桃園縣。2014年12月，桃園縣升格為直轄桃園市，龍潭鄉改制為龍潭區，村亦改制為里。